# 大漢風 項羽と劉邦
『大漢風 項羽と劉邦』（だいかんふう こううとりゅうほう、原題: 大漢風、英題: The Story Of Han Dynasty ）は2004年製作・2006年放映の中国のテレビドラマ及び同作を編集した2005年公開の映画シリーズ。古代中国の英雄・項羽と劉邦の物語を題材としている。

## 概要
項羽と劉邦の出会いから秦の滅亡、楚漢戦争の勃発と激しい攻防、漢王朝の建国までを描く。
撮影は2003年11月から2004年4月。また、ソニー・ピクチャーズ エンタテインメントは本作の海外配給を担当した。
日本・香港（タイトルは『楚漢風流』）・台湾では2006年に全50話版を放映した。
中国本国では“系列電影（映画シリーズ）『大漢風』”と称し故事成語等で有名なエピソードを中心に編集した全21話版を2005年に劇場で一般公開した（後述）。また同国では50話版はビデオ発売（タイトルは『楚漢風雲』）が先行し、初のテレビ放映は2007年に1部の地方電視台が『楚漢風流』のタイトルで放映 したものであった。

## 日本放映50話版サブタイトル
中華圏での版にサブタイトルは無く、日本版独自の仕様となっている。
| - 第1話 始皇帝暗殺 - 第2話 虞美人 - 第3話 劉邦 結婚す - 第4話 始皇帝崩御 - 第5話 群雄割拠 - 第6話 項羽見参 - 第7話 後顧の憂いを断つ - 第8話 張良 劉邦のもとへ - 第9話 項羽 初陣を征す - 第10話 虞姫 呂雉姉妹の誓い - 第11話 懐王 楚王に即位 - 第12話 趙高 李斯を欺く - 第13話 李斯 処刑さる - 第14話 劉邦 武安候に - 第15話 項羽 誅殺す - 第16話 鉅鹿の戦い - 第17話 鹿を馬と為す - 第18話 虞姫 劉邦陣営を出奔 - 第19話 胡亥の最期 - 第20話 劉邦 咸陽入城 - 第21話 秦兵20余万人 穴埋めにす - 第22話 劉邦の危機 - 第23話 鴻門の会 - 第24話 阿房宮 炎上 - 第25話 西楚覇王 | - 第26話 桟道を焼き蜀に入る - 第27話 韓信 蜀を訪う - 第28話 義帝殺害 - 第29話 国士無双 - 第30話 漢中脱出 - 第31話 虞姫 身ごもる - 第32話 彭城入城 - 第33話 劉邦 敗走 - 第34話 楚漢 滎陽に対峙す - 第35話 背水の陣 - 第36話 離間の計 - 第37話 范増 死す - 第38話 王たる所以 - 第39話 項羽 10の罪状 - 第40話 楚漢 和平 - 第41話 固陵の戦い - 第42話 十面埋伏の計 - 第43話 四面楚歌 - 第44話 覇王別姫 - 第45話 覇王 項羽の最期 - 第46話 漢王即位 - 第47話 韓信の屈辱 - 第48話 女の戦い - 第49話 粛清と帰郷 - 第50話 高祖崩御 |

## 21話版
各話独立したタイトル名を持ち、中国国内では2005年2月に『破釜沈舟』を、同年3月に『鴻門宴』を映画館で一般公開した。2006年にはCCTVの映画チャンネルが全21話を初放映した。
日本では、2007年11月開催の『大阪アジアン映画祭2007』協賛『中国映画の全貌2007』で、『大漢風～項羽と劉邦・特別編』と題し全話のスクリーン上映を行った。
各話のタイトルは以下の通り。※（ ）内は中国語原題（放映版と異なる販売ビデオタイトル名も併記）。
| - 01 群雄割拠 （群雄並起） - 02 鹿を指して馬と為す （指鹿為馬） - 03 股くぐりの屈辱 （胯下之辱）（天下） - 04 英雄と美女 （英雄美人） - 05 釜を破り船を沈む （破釜沈舟） - 06 関中王の約束 （入関之約） - 07 鴻門の宴 （鴻門宴） - 08 阿房宮 炎上 （火焼阿房宮）（破兵） - 09 策士范増 （謀士范増） - 10 女傑 （女中丈夫） | - 11 策をめぐらす （運籌帷幄） - 12 放浪の策士 （孺子可教） - 13 暗渡陳倉の計 （暗渡陳倉） - 14 囚われの呂雉 （楚営為虜） - 15 韓信 出陣す （韓信点兵） - 16 滎陽での対峙 （滎陽対峙） - 17 楚漢講和す （楚河漢界） - 18 霸王別姫 （霸王別姫）（覇王） - 19 四面楚歌 （四面楚歌） - 20 漢朝の嵐 （大風歌） - 21 呂后の野望 （呂后簒漢） |

## キャスト・スタッフ

### 主な配役
- 項羽: 胡軍（フー・ジュン）
- 劉邦: 肖栄生（シャオ・ロンション）（中国語版）
- 呂雉: 呉倩蓮（ン・シンリン）
- 虞姫: 楊恭如（クリスティ・ヨン）
- 趙高: 王剛（ワン・ガン）
- 李斯: 李立群（リー・リーチュン）
- 曹姫: 沈傲君（シェン・アウチュン）
- 韓信: 呉樾（ウー・ユエ）
- 范増: 辛明（シン・ミン）
- 張良: 沈保平（シェン・バオピン）

### その他の配役
項羽側の人々
| - 項梁: 王奕 - 項伯: 蔡元祥 - 項荘: 郭軍 | - 季布: 陳之輝 - 英布: 郭明翰 - 虞子期: 于洋 | - 鍾離昧: 胡龍吟 - 龍且: 韓東 - 君児（虞姫の侍女）: 楊晶晶 |

劉邦側の人々
| - 樊噲: 張楠 - 盧綰: 侯越秋（侯月秋） - 周勃: 陳海 - 夏侯嬰: 張春仲 - 蕭何: 陽光 - 曹参: 周逵 | - 灌嬰: 王建宏 - 陳平: 付斌 - 戚姫: 劉霏 - 薄姫: 梅麗娜 - 王陵: 張日輝 - 陸賈: 張偉 | - 酈食其: 張学文 - 審食其: 佟仲琪 - 劉太公: 陳友旺 - 呂須: 尹艶 - 呂公: 蔣国印 |

秦の人々
| - 胡亥: 賈兆冀 - 始皇帝: 雷鳴 - 章邯: 賈石頭 | - 渉間: 王迎奇 - 王離: 臧金生 - 司馬欣: 董志華 | - 董翳: 崔玉貴 - 蘇角: 王国良 |

その他の人々
| - 月姫（韓信の恋人）: 宋笠娜 - 君姫（韓信の妻）: 呉偉玲 - 懐王: 王熒欣 - 宋義: 于才發 - 陳嬰: 田友臣 - 雍歯: 劉軍 | - 呂臣: 邵桐 - 共敖: 趙健 - 彭越: 朱暁春 - 陳余: 曹国新 - 黄石公: 薄貫軍 | - 張耳: 斉景斌 - 蒯徹: 趙剛 - 叔孫通: 馬玉貴 - 沛県県令（呂雉の従兄）: 国文学 - 陳勝: 陸彭 |

### スタッフ
- 製作: 李晴宇、黄永輝
- 製作総指揮: 楊玉冰
- 監督: 衛翰韜、黄偉明
- 脚本: 周長賦、劉嵐
- 美術: 夏南
- 衣装[6]: 伍健、張叔平
- 作曲: 章紹同、Singlee
- 作詞: 王健
- テーマ曲歌唱: オープニング『天下事、一局棋』戴玉強、エンディング『勘情』朱樺・『問心[7]』劉燕燕

## DVD
- 大漢風 項羽と劉邦 （DVD-BOX 3組、2008年3月、発売元: ワコー・MAXAM、販売元: MAXAM）

## 関連書籍
- 大漢風 項羽と劉邦 （納村公子 著、2008年6月、愛育社 刊、ISBN 9784750003429）

本作品のノベライズ。